# John B. Goodenough

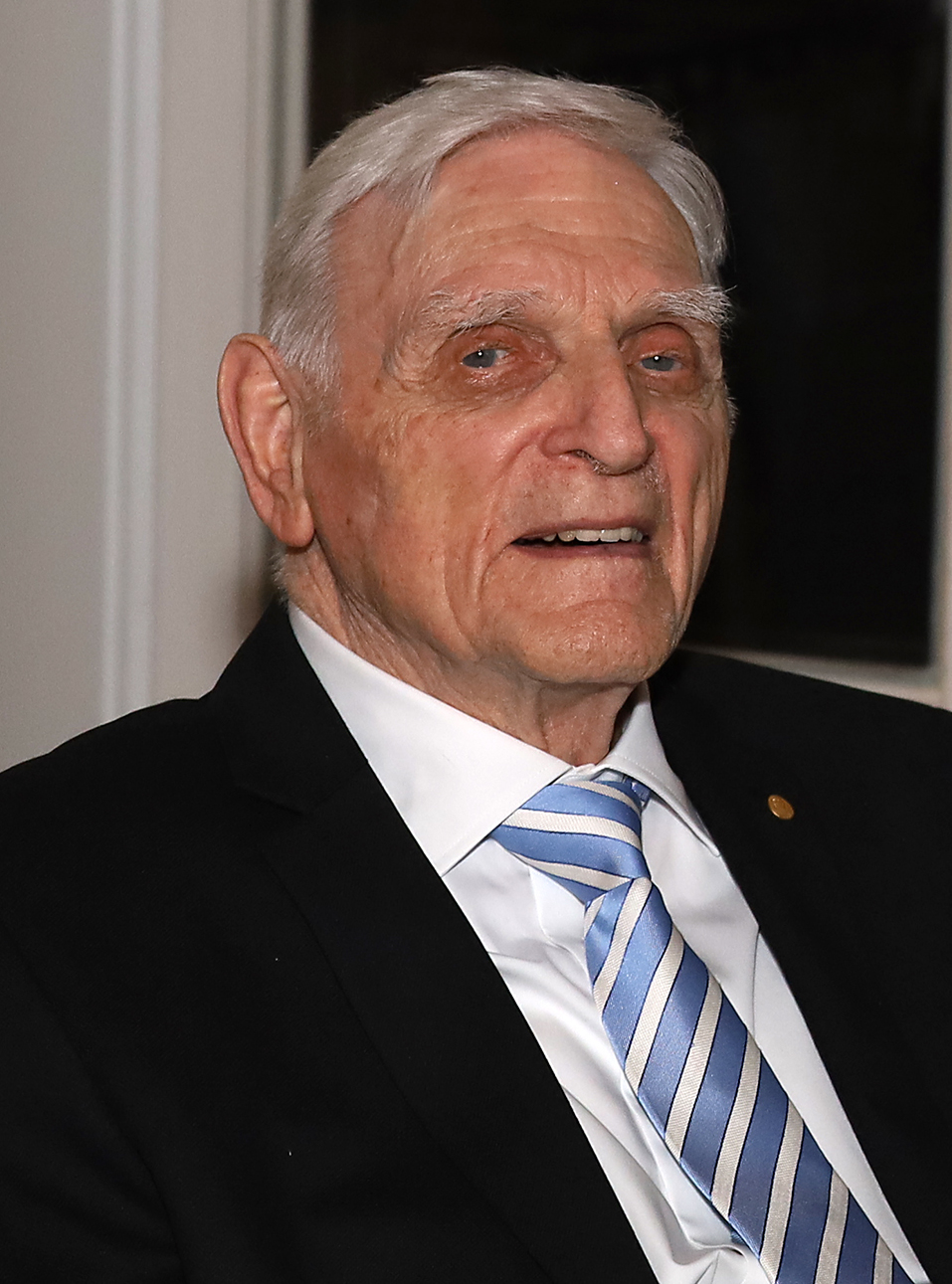
John Bannister Goodenough (2019)

John Bannister Goodenough (* 25. Juli 1922 in Jena, Land Thüringen, Deutsches Reich; † 25. Juni 2023 in Austin, Texas, Vereinigte Staaten) war ein US-amerikanischer Physiker und Materialwissenschaftler. Er war Professor an der University of Texas at Austin und hat wichtige Beiträge zur Entwicklung moderner Lithium-Ionen-Akkus geleistet. Insbesondere war er an der Entdeckung der bedeutendsten Kathodenmaterialien beteiligt. 2019 wurde ihm im Alter von 97 Jahren gemeinsam mit M. Stanley Whittingham und Akira Yoshino der Nobelpreis für Chemie zuerkannt. Er war damit zum Zeitpunkt der Preisverleihung am 10. Dezember 2019 die älteste Person, der ein Nobelpreis verliehen wurde. Seit dem Tod von Edmond Henri Fischer am 27. August 2021 war er zudem der älteste lebende Nobelpreisträger.

## Leben
Goodenough wurde als zweites von vier Kindern des US-amerikanischen Historikers und späteren Professors in Yale Erwin Ramsdell Goodenough (1893–1965) und dessen Frau Helen in Jena geboren. Das Verhältnis zu seinen Eltern beschrieb er selbst als distanziert. In seiner Jugend litt er an Dyslexie, konnte sie jedoch in späteren Jahren überwinden. Goodenough studierte an der Yale University mit dem Bachelorabschluss in Mathematik 1943 sowie an der University of Chicago, an der er 1951 seinen Masterabschluss in Physik erhielt und 1952 in Physik promoviert wurde. Parallel zur Promotion arbeitete er als Entwicklungsingenieur bei der Westinghouse Electric Corporation. Nach der Promotion war er am Lincoln Laboratory des Massachusetts Institute of Technology (MIT), wo er grundlegende Arbeit für die Entwicklung von Random Access Memory (RAM) leistete. 1976 bis 1986 war er Professor und leitete die anorganische Chemie an der University of Oxford in England. Dort entdeckte er die Eignung von Lithiumkobaltoxid als Material für den Pluspol (Kathode) von wiederaufladbaren Batterien. Seit 1986 arbeitet er als Professor an der University of Texas at Austin. Dort entdeckte er zusammen mit einem Doktoranden Lithium-Eisenphosphat als mögliches Kathodenmaterial. Auch an der Entdeckung einer weiteren für Akkumulatoren geeigneten Materialklasse, des Manganspinells, war Goodenough beteiligt.
2017 stellte er im Alter von 94 Jahren gemeinsam mit Maria Helena Braga, N. S. Grundish und A. J. Murchison in der Zeitschrift Energy & Environmental Science ein Konzept für einen neuen Akku vor. Dieser verwendet Li3OCl, eine hochleitfähige Keramik, als Festelektrolyt und ersetzt Lithium durch das wesentlich günstigere, besser verfügbare Natrium. Der Akku könne durch eine höhere Dichte mehr Energie speichern und sei sicherer und kostengünstiger als herkömmliche Lithium-Ionen-Akkus. Das vorgeschlagene Konzept ist jedoch unter Batteriewissenschaftlern stark umstritten. Kritisiert wurde vor allem, dass das bahnbrechende Konzept nicht ausreichend erklärt wurde; der vorgeschlagene Reaktionsmechanismus würde den ersten Hauptsatz der Thermodynamik verletzen.
Er befasste sich auch mit Hochtemperatursupraleitern.
Goodenough starb am 25. Juni 2023 einen Monat vor seinem 101. Geburtstag in einer Einrichtung für betreutes Wohnen im texanischen Austin.

## Werk und Ehrungen
Goodenough hat mehr als 800 wissenschaftliche Arbeiten veröffentlicht, 85 Buchkapitel und Übersichtsarbeiten und acht Bücher, darunter zwei bahnbrechende. Sein h-Index lag laut der Datenbank Scopus per 19. September 2020 bei 138 und erhöhte sich auf 164 per 27. Juni 2023, seine 987 Dokumente wurden bis dahin 130.937-mal zitiert.
Für seine Leistungen hat er viele Ehrungen erhalten, darunter 1989 den Von Hippel Award, 1999 den Olin-Palladium-Preis der Electrochemical Society, 2001 den Japan-Preis für umweltbewusste Materialien, den Enrico-Fermi-Preis 2009 und die Wahl zum ausländischen Mitglied in der Royal Society 2010. Er ist Träger der National Medal of Science 2011 und seit 2012 Mitglied der National Academy of Sciences. 2014 erhielt er den Charles-Stark-Draper-Preis, 2017 den mit 500.000 USD dotierten Welch Award in Chemistry und 2018 die Benjamin Franklin Medal des Franklin Institute. 2018 wurde er Ehrendoktor der Friedrich-Schiller-Universität Jena. Für 2019 wurde Goodenough die Copley-Medaille der Royal Society zugesprochen.
Seit 2015 zählte ihn Thomson Reuters zu den Favoriten auf einen Nobelpreis für Chemie, den er im Jahr 2019 auch bekam.
2011 wurde er Fellow der Electrochemistry Society und 2016 der National Academy of Inventors.

## Schriften
- Magnetism and the Chemical Bond, Interscience-Wiley, New York 1963
- Les oxydes des métaux de transition, Gauthier-Villars, Paris, 1973
- mit Kevin Huang: Solid Oxide Fuel Cell Technology: Principles, Performance and Operations, Woodhead Publishing Limited/CRC Press 2009
- als Herausgeber: Localized to Itinerant Electronic Transition in Perovskite Oxides, Springer 2001